# Wrestling Dontaku (2014)
Wrestling Dontaku 2014  fue la decimoprimera edición de Wrestling Dontaku, un evento pago por visión de lucha libre profesional producido por New Japan Pro-Wrestling. Tuvo lugar el 3 de mayo de 2014 desde el Fukuoka Kokusai Center en Fukuoka, Japón.
Esta fue la sexta edición consecutiva del evento en ser realizada en el Fukuoka Kokusai Center, y la decimoprimera en realizarse en la ciudad de Fukuoka, Japón.

## Argumento

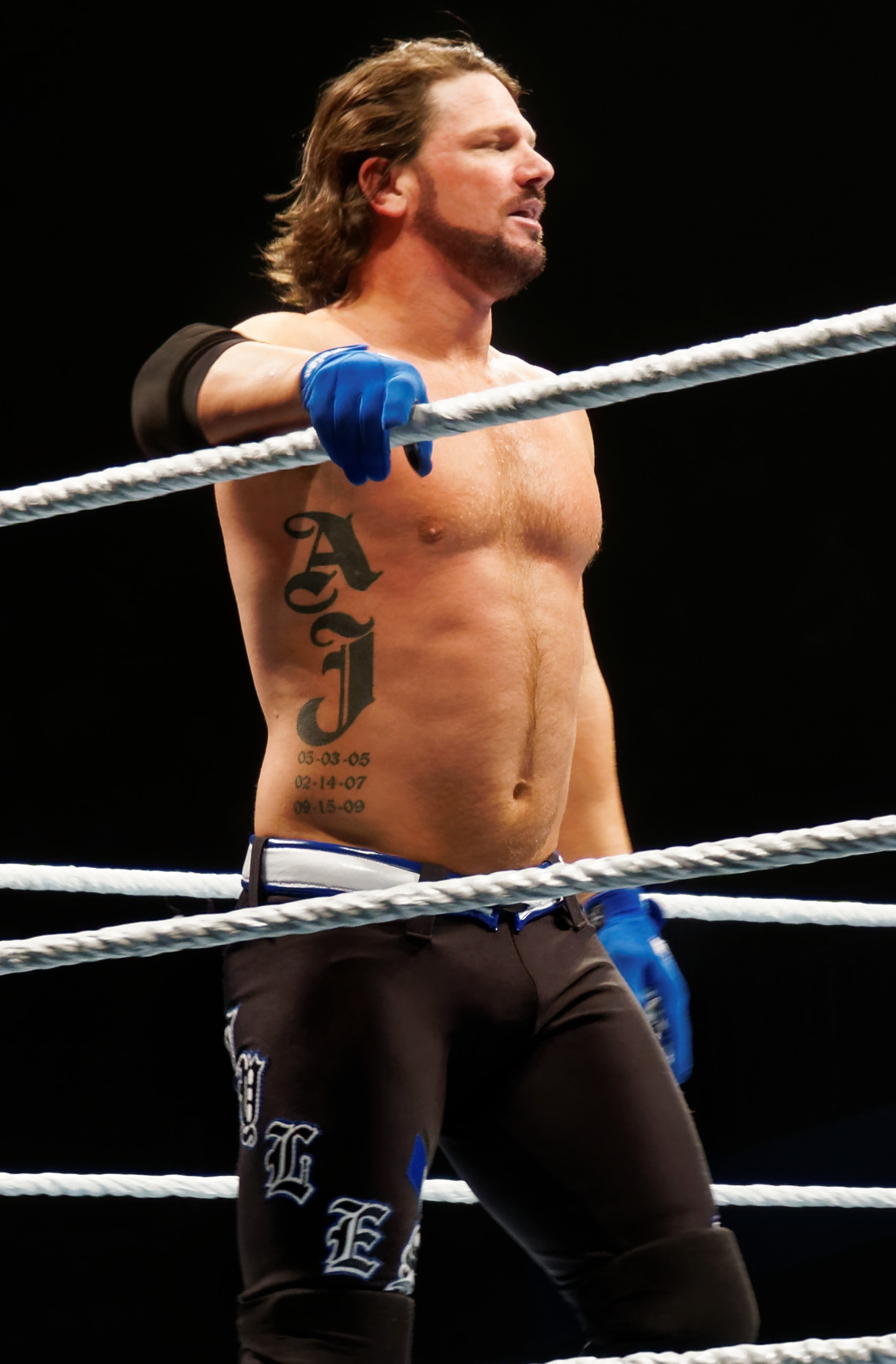
A.J. Styles, quien se enfrentó a Kazuchika Okada para ganar el Campeonato Peso Pesado de la IWGP en el evento estelar.

En NJPW Invasion Attack, luego de que Chaos (Kazuchika Okada y Yoshi-Hashi) vencieran a Bullet Club (Bad Luck Fale y Tama Tonga), A.J. Styles hace su debut atacando a Okada, siendo el retador por el Campeonato Peso Pesado de la IWGP. En Wrestling Dontaku 2014 fue la principal sorpresa de Kazuchika Okada para defender el Campeonato Peso Pesado de la IWGP contra A.J. Styles.

## Resultados
- Dark match: Captain New Japan, El Desperado, Bushi y Máscara Dorada derrotaron a Hiroyoshi Tenzan, Tiger Mask IV, KUSHIDA y Yohei Komatsu (9:16).
  - Desperado cubrió a Komatsu después de un «Guitarra de Angel».
- The Young Bucks (Matt Jackson & Nick Jackson) (c) derrotaron a Forever Hooligans (Alex Koslov & Rocky Romero) y retuvieron el Campeonato Peso Pesado Junior en Parejas de la IWGP (15:09).
  - Matt cubrió a Romero después de un «More Bang Four Your Buck».
- Crazy Ichizoku (Takashi Iizuka & Toru Yano) derrotaron a Suzuki-gun (Minoru Suzuki & Shelton Benjamin) (con Taichi y Taka Michinoku) por descalificación.
  - Yano es descalificado.
- Satoshi Kojima (c) (con Hiroyoshi Tenzan) derrotó a Wes Brisco (con Bruce Tharpe) y retuvo el Campeonato Mundial Peso Pesado de la NWA (9:25).
  - Kojima cubrió a Tenzan después de un «Lariat».
- Hirooki Goto y Katsuyori Shibata derrotaron a Yuji Nagata y Manabu Nakanishi (10:50).
  - Goto cubrió a Nakanishi después de un «Sasori Gatame».
- Kota Ibushi (c) derrotó a Ryusuke Taguchi y retuvo el Campeonato Peso Pesado Junior de la IWGP. (14:03)
  - Ibushi cubrió a Taguchi después de un «Phoenix Splash».
- Tomohiro Ishii (c) derrotó a Tomoaki Honma y retuvo el Campeonato de Peso Abierto NEVER (14:07).
  - Ishii cubrió a Honma después de un «Vertical-Drop Brainbuster».
- Jushin Thunder Liger, Hiroshi Tanahashi, Tetsuya Naito y Togi Makabe derrotaron a Bullet Club (Bad Luck Fale, Doc Gallows, Karl Anderson & Tama Tonga) en un Elimination Match (15:36).
  - Naito cubrió a Fale después de un «Jumping Cradle» (9:48).
  - Tonga cubrió a Naito lanzándolo desde la tercera cuerda (10:24).
  - Liger cubrió a Tonga después de un «Air Scissors Drop» (11:47).
  - Anderson cubrió a Liger después de un «Gun Stun» (12:04).
  - Makabe cubrió a Anderson lanzándolo desde la tercera cuerda (14:13).
  - Tanahashi cubrió a Gallows después de un «High Fly Flow» (15:36).
- Daniel Gracie y Rolles Gracie derrotaron a Shinsuke Nakamura y Kazushi Sakuraba en un Ishu kakutōgi sen (8:30).
  - Rolles cubrió a Sakuraba después de un «Strangle Hold».
- A.J. Styles (con Karl Anderson, Matt Jackson & Nick Jackson) derrotó a Kazuchika Okada (c) (con Gedo) y ganó el Campeonato Peso Pesado de la IWGP (24:31).
  - Styles cubrió a Okada después de un «Bloody Sunday» y un «Styles Clash».
  - Durante la lucha, Yujiro Takahashi traicionó a CHAOS haciendo que Bullet Club intervinieran el combate y después se unió al grupo volviéndose heel.
  - Después de la lucha, el stable Bullet Club festejaron junto con Styles.